# Холстед, Лоренс
Лоренс Холстед (англ. Laurence Halsted, р.22 мая 1984) — британский фехтовальщик-рапирист, призёр чемпионатов Европы.

## Биография
Родился в 1984 году в Лондоне в семье фехтовальщиков: его отец Ник Холстед выступал за Великобританию на Олимпийских играх в Мехико, а мать Клэр Хенли-Холстед — на Олимпийских играх в Мюнхене и в Торонто. С детства занялся фехтованием, в 2001 году стал чемпионом Европы среди юниоров.
В 2008 году стал серебряным призёром чемпионата Европы. На чемпионате Европы 2009 года завоевал бронзовую медаль. В 2010 году вновь стал бронзовым призёром чемпионата Европы. В 2012 году принял участие в Олимпийских играх в Лондоне, но там британские рапиристы заняли лишь 6-е место в командном первенстве.
В 2016 году стал бронзовым призёром чемпионата Европы в командном первенстве.